# Gornji Srđevići
Gornji Srđevići (cyr. Горњи Срђевићи) – wieś w Bośni i Hercegowinie, w Republice Serbskiej, w gminie Srbac. W 2013 roku liczyła 455 mieszkańców.